# Лебцельтерн, Людвиг
Граф Людвиг Йозеф фон Лебцельтерн (20 октября 1774 — 8 января 1854) — австрийский дипломат, действительный тайный советник (1819), чрезвычайный посланник и полномочный министр.

## Биография
Фамилия Лебцельтернов была внесена в дворянское достоинство во времена императора Рудольфа II. Отец Людвига Лебцельтерна, барон Адам Лебцельтерн, долгое время был представителем Австрии в Португалии, где в 1774 году родился его сын. Мать его была француженка Изабелла д`Арно Курвиль, семья которой переселилась в Испанию. Ходили слухи, что сводным братом Людвига Лебцельтерна был канцлер и министр иностранных дел Российской империи граф Карл Нессельроде, настоящим отцом которого будто бы был австрийский дипломат барон Лебцельтерн.
Дипломатическую службу начал в 1790 году. Сперва был причислен к австрийскому посольству в Лиссабоне при своем отце.
В 1797 году был переведен секретарем посольства в Мадриде. В 1800—1805 года — секретарь посольства в Риме, где Лебцельтерн впервые мог проявить более самостоятельную деятельность, заведуя делами миссии, во время отсутствия посланника при Римской курии. На этом посту он обратил на себя внимание князя Меттерниха, который в 1807 году сделал его советником посольства в Риме.
В 1809 году приказом Наполеона I Лебцельтерн был выслан из Рима. Состоял при князе Меттернихе в Париже. Осенью 1810 года Людвиг Лебцельтерн был назначен советником посольства в Петербурге, куда прибыл 5 февраля 1811 года. Здесь Лебцельтерн завязал личные отношения с императором Александром I. 15 сентября 1813 года был пожалован орденом Св. Владимира 3-й степени. В 1814 году союзными державами был отправлен во главе миссии в Швейцарию, после чего сопровождал папу Пия VII в Рим. Но уже в марте 1816 году был переведен, по личному настоянию императора Александра, посланником в Петербург. На своем новом посту он состоял до 1826 года, сохраняя все это время полное доверие русского императора.
В 1823 году Людвиг Лебцельтерн женился на графине Зинаиде Лаваль, князь Меттерних находил выгодным для интересов Австрии этот брак и вступление посла в родственные связи с высшим петербургским обществом. Наградой за этот брак было возведение Лебцельтерна в графское достоинство австрийской империи. Но восстание декабристов 14 декабря 1825 года подорвало положение посла. В его доме скрывался декабрист князь Сергей Петрович Трубецкой, который был женат на старшей сестре графини Лебцельтерн, Екатерине Лаваль. Это обстоятельство стало известно следствию, и, как считается, послужило одной из основных причин отзыва Лебцельтерна. Он отбыл из России в начале 1826 года, получив орден Св. Александра Невского.
Князь Меттерних, не желая обижать Лебцельтерна, назначил его посланником в знакомый ему Рим, но папа Лев XII не дал своего согласия на это назначение вследствие личных соображений относительно роли Лебцельтерна при папе Пии VII, который его особенно ценил. В 1830 году графа Лебцельтерна перевели на пост посланника в Неаполь. Это место было скорее почетным, но в смысле карьеры оно было понижением. В 1844 году Лебцельтерн получил полную отставку. Он жил в Неаполе до своей кончины в 1854 году. Написал весьма поучительную и интересную автобиографию на французском языке. По воспоминаниям современников, граф Лебцельтерн был умен, манеры его поведения были утонченными и добродушными, с очаровательной веселостью в беседе, но он был тщеславен и имел характер интригана.

## Награды
Австрийской империи:
- Королевский венгерский орден Святого Стефана рыцарский крест[3]
- Орден Железной короны 1-го класса[4]
- Золотой гражданский почётный крест 1813/14 г.[нем.][5]

Российской империи:
- Орден Святого Владимира 3-й степени
- Орден Святой Анны 1-й степени
- Орден Святого Александра Невского (22 мая 1826)

Прочие:
- Орден Красного орла 2-го класса (1813, королевство Пруссия)[6]
- Орден Святых Маврикия и Лазаря большой крест (королевство Сардиния)
- Орден Святого Иосифа большой крест (великое герцогство Тосканское)
- Орден Святого Януария (королевство Обеих Сицилий)

## Семья
Жена (с 23 февраля 1823 года) — Зинаида Ивановна Лаваль (1801—1873), дочь графа И. С. Лаваля и А. Г. Козицкой. Так как невеста была православного вероисповедания, то на брак потребовалось особое разрешение папы, которое было получено после довольно продолжительных переговоров с Римской курией. Венчались в Петербурге в Симеоновской церкви на Моховой. Поручителями по жениху были граф К. В. Нессельроде и граф Генрих Бомбель; по невесте — ее отец и камергер Алекандр Власов. Имели одну дочь Александру (1827—1899), бывшую с 1852 года замужем за виконтом Августином де Карсом (1821—1860). Овдовев, графиня Зинаида Лебцельтерн вышла замуж за итальянского поэта Джузеппе Кампанья, умерла в своем отеле в Париже. Леди Дисборо в 1825 году писала о ней:
Мадам Лебцельтерн — превосходная музыкантша и говорит по-английски без акцента. Я постараюсь, чтобы она мне понравилась, хотя, по слухам, никто из дам её не любит. По-моему, она — самоуверенная маленькая задира, устанавливающая повсюду свои правила, однако есть в ней что-то симпатичное мне, и я намерена познакомиться с ней поближе.
 Дружившая с семьей Лебцельтернов Долли Фикельмон, находясь в Вене в 1829 году, писала в своём дневнике:
Обедала у Зинаиды Лебцельтерн. Была годовщина их свадьбы. Они очень счастливы.  Зинаида полна добродетелей. Она очень умна, и её большое достоинство в том, что, обладая экзальтированной до безумия душой, умеет быть рассудительной и благоразумной. Но победа, одержанная ею, возможно, не без упорной борьбы, накладывает на неё оттенок лицемерной добродетели, отчего она кажется менее приятной, чем на самом деле. Подобное выражение в сочетании с невыигрышной внешностью  старит её, проступает некой досадой, раздражением, в сущности, в столь доброй, почтенной и столь добросердечной особе.

## Образ в кино
- «Звезда пленительного счастья» — актёр Игорь Дмитриев
- «Союз Спасения. Время гнева» — актёр Андрес Пуустусмаа